# Poggio Bustone
Pour les articles homonymes, voir Poggio.
Poggio Bustone est une commune italienne d'environ 2 000 habitants située dans la province de Rieti, dans la région Latium, en Italie centrale.

## Culture
Lucio Battisti, l'un des plus grands chanteurs de la musique pop italienne, y est né le 5 mars 1943.

## Administration
| Période                                  | Période  | Identité            | Étiquette                        | Qualité |
| ---------------------------------------- | -------- | ------------------- | -------------------------------- | ------- |
| 1985                                     | 1990     | Uliano Battisti     | Sans étiquette                   |         |
| 1990                                     | 1995     | Elvisio Francucci   | PCI-PDS                          |         |
| 1995                                     | 1999     | Pasqualino Desideri | Liste civique du centre          |         |
| 1999                                     | 2004     | Pasqualino Desideri | Liste civique                    |         |
| 2004                                     | 2009     | Alberto Cerroni     | Liste civique                    |         |
| 2009                                     | 2014     | Alberto Cerroni     | Liste civique                    |         |
| 2014                                     | 2015     | Antonio Leonardi    | Liste civique Per il bene comune |         |
| 2016                                     | En cours | Deborah Vitelli     | Liste civique Crescere comune    |         |
| Les données manquantes sont à compléter. |          |                     |                                  |         |

### Communes limitrophes
Cantalice, Leonessa, Rieti, Rivodutri.